# Redman
Redman pseudoniem voor Reginald Noble (Newark, New Jersey, 17 april 1970) is een Amerikaanse hiphop-artiest. Begin jaren 90' brak Redman door dankzij Def Jam.
Redman werd ontdekt door Erick Sermon, in een New Yorkse nachtclub. Hij werd lid van de Hit Squad. Zijn eerste album Whut? Thee Album behaalde in 1992 meteen goud in de Verenigde Staten. Hij speelde onder andere mee in de film How High (Jesse Dylan) samen met zijn collega rapper Method Man.
De voormalige hond van Redman, "Daddy", een grote pitbull, was jarenlang te zien in de serie The Dog Whisperer, waarbij Cesar Millan de hond vaak als stabiele factor gebruikte bij bezoekjes in de serie. De hond was vaak in de studio en werd gevreesd, tot Cesar Millan de hond overnam. De hond overleed in 2010 en is nog in oudere afleveringen van The Dog Whisperer te zien.
Redman maakte tot nu toe zeven solo-albums. De achtste verschijnt in 2011 en heet Muddy Waters 2. Samen met andere artiesten maakte hij ook een aantal albums en soms was hij gastmuzikant. Ook bracht Redman ruim tien singles uit.
Redman werkte in 2000 met de punkrockband The Offspring voor het liedje '' Original Prankster '' op het album Conspiracy of One
| Single met eventuele hitnotering(en) in de Nederlandse Top 40 | Datum van verschijnen | Datum van binnenkomst | Hoogste positie | Aantal weken | Opmerkingen            |
| ------------------------------------------------------------- | --------------------- | --------------------- | --------------- | ------------ | ---------------------- |
| Dirrty                                                        | 2002                  | 26-10-2002            | 2               | 15           | met Christina Aguilera |
| A-Yo                                                          | 2009                  |                       |                 |              | met Method Man         |

- Bibliothèque nationale de France: cb13972279w (data)
- Gemeinsame Normdatei: 134818911
- International Standard Name Identifier: 0000 0001 1478 6890
- Library of Congress Control Number: n97085827
- MusicBrainz: 1f1f6737-b930-46fc-8d25-110bb99f7490
- Nationale Bibliotheek van Tsjechië: xx0037679
- SNAC: w63528qz
- Système universitaire de documentation: 083048030
- Virtual International Authority File: 100317968